# 高蕾雅
高蕾雅（1980年12月22日—），台灣女歌手、主持人及演員。出生於嘉義縣阿里山鄉達邦村。其祖父高一生與外祖父汪清山皆為台灣白色恐怖時期的受難者，姊姊為歌手高慧君。具有豐富的演唱經歷，同時也是眾多歌手演唱會上的和聲，更跨足主持、戲劇。全方位發展都有不錯的成績。
重要記事：
與四位鄒族女孩（包括其姐高慧君）合出一張名為《鄒女在唱歌》的專輯。其中《山頂的貝殼》和《給你》兩首曲目為高蕾雅自己的創作，而整張專輯也入圍了第20屆金曲獎最佳原住民專輯獎項。
為電影《只要我長大》主題曲「愛不用說話」創作之歌詞入圍第53屆金馬獎最佳電影原創歌曲。
是三金（金馬、金曲、金鐘）入圍者。

## 演唱專輯、主題曲
- 2017|《菜英文之夜》音樂會@台東鐵花村
- 2017|電影《深夜食堂》華語版插曲演唱
- 2016|《sister》音樂會@公館河岸留言
- 2015|電影《只要我長大》主題曲填詞入圍第50屆金馬獎最佳電影原創歌曲
- 2014|麥當勞北美華人區廣告歌演唱
- 2013|法國電影《應莫帖》插曲演唱2014|發行個人國語單曲《偷偷》|單曲《偷偷》台灣巡迴音樂會
- 2008|與高慧君、安歆雲、拉娃辛逸、舌頭共同發行《鄒女在唱歌》 （页面存档备份，存于）母語創作專輯入圍「第二十屆金曲獎最佳專輯獎」
- 2006|與Angela發行《補夢網》 （页面存档备份，存于）合輯
- 2005|與 NoKeyBand 發行創作EP《雜調之樂》專輯主題曲
- 2004|朱延平電影《猴死囝仔》電影插曲「想飛的心」演唱
- 2004|大愛劇場《愛在碧海藍天》主題曲「愛在碧海藍天」演唱
- 2020|電視劇《我的婆婆怎麼那麼可愛》片頭曲《阿無莫》(傅薇、高蕾雅、魯庭雨、孔晨羽、水君、王暹康、鍾欣凌、許傑輝、邱凱偉、王少偉、楊銘威演唱)
- 2023|與悠巴歌謠傳唱隊共同發行《YAYO 我們一直存在著》專輯

## 藝人合音及演唱合作
- 2013|庾澄慶《我要給你世界巡迴演唱會》合音
- 2012|自由人《2012中国梦践行者致敬盛典》合作演出
- 2012|李宇寰《東京SummerSonic》合作演出
- 2010|庾澄慶《無底深愛演唱會》香港、台北站合音
- 2008|庾澄慶《哈世紀世界巡迴演唱會》新加坡站合音
- 2008|阿密特《第十九屆金曲獎- 張惠妹阿密特狂熱 A-MIT Fever》演出合音
- 2007|庾澄慶《哈世紀世界巡迴演唱會》新加坡站合音
- 2004|齊秦《齊秦巡迴演唱會》馬來西亞、上海、蘇州深圳等地演唱會合音
- 2003|游鴻明專輯《台北寂寞部屋樓下那個女人》女聲演唱

## 其他演出活動
- 2018| 2018年「嘉義燈會」
- 2018|「彰化縣志工」公益演唱會
- 2018|「新北市志工」公益演唱會
- 2017|台東縣海瑞鄉「海嘯布同凡響」跨年晚會
- 2017|基隆「和平島大地音樂祭」
- 2017|「北海仲夏音樂會」
- 2015|嘉義市「春天音樂藝術節」
- 2014|嘉義市「月圓人團圓」中秋聯歡晚會
- 2014|台南市「祭憶札哈木」音樂會
- 2012|「行政院金鐘禮讚典禮」受邀演出
- 2012|「海峽兩岸觀光交流圓桌晚宴」受邀演出
- 2011|「建國百年歌曲高山青」與紀曉君、高慧君、安歆雲公同演唱
- 2009|代表台灣於法國Midem世界唱片展演出
- 2010|「上海世界博覽會台灣館」受邀演出
- 2010|山東台灣、南京台灣名品交易展受邀演出
- 2005|東森廣播電台、高雄廣播電台Jingo演唱

## 戲劇演出
| 年份 | 頻道         | 劇名                   | 飾演     |
| 2003 | 公共電視台   | 風中緋櫻               | 村田太太 |
| 2005 | 公共電視台   | 偵探物語               | Tina     |
| 2005 | 原住民電視台 | 獵人                   | 謝佳茵   |
| 2006 | 大愛電視台   | 真善美劇場- 明月照紅塵 | 古川老師 |
| 2008 | 客家電視台   | 菸田少年               | 陳美麗   |
| 2009 | 三立電視台   | 比賽開始               | 余富美   |
| 2025 | 大愛電視台   | 假日到山裏來看你       | 江麗美   |

## 電影演出
| 年份 | 片名               | 飾演角色         | 導演   |
| 1991 | 冬之祭             | 學生             | 王帥   |
| 2010 | 鄒招喚-The Calling | 現實中的奶奶     | 高慧君 |
| 2013 | 逗陣ㄟ             | 樂觀的原住民太太 | 盧金城 |

## 主持經歷
- 2017|原力biyax外景實境競賽第一季節目主持人
- 2015|三立「愛玩客」詹姆士外景搭檔
- 2011|原住民電視台「Music到天亮」節目主持人
- 2010|廣西衛視「尋找金花阿里山金花」單元行腳來賓主持
- 2010|大愛電視「發現來去阿里山」單元行腳主持
- 2008|科威特奧亞運會館開幕儀式英語主持人
- 2007|原住民電視台「超級原舞曲」音樂節目主持人
- 2004|中天「台灣腳逛大陸黑龍江系列」外景節目主持人

## 音樂會策劃
- 「鄒下山唱歌」集鄒族音樂人齊聚一堂的音樂會。
- 「姐妺在唱歌」 三姐妹高慧君、高雅眉、高蕾雅同台演唱會。

## 獎項紀錄
| 年份   | 獲提名                         | 獎項                             | 結果 |
| ------ | ------------------------------ | -------------------------------- | ---- |
| 2008年 | 《超級原舞曲》                 | 第43屆金鐘獎歌唱綜藝節目主持人獎 | 提名 |
| 2009年 | 《鄒女在唱歌》                 | 第20屆金曲獎最佳原住民語專輯獎   | 提名 |
| 2016年 | 愛不用說話(作詞)《只要我長大》 | 第53屆金馬獎最佳電影原創歌曲獎   | 提名 |